# Trophée Gazet van Antwerpen 2010-2011
Navigation
2009-2010 2011-2012
Le Trophée Gazet van Antwerpen 2010-2011 est la 24e édition du Trophée Gazet van Antwerpen, compétition de cyclo-cross organisée par le quotidien belge néerlandophone Gazet van Antwerpen. Il est composé de huit manches pour les hommes, cinq pour les femmes et huit pour les hommes espoirs toutes ayant lieu en Belgique entre le 3 octobre 2010 et le 20 février 2011. Toutes les courses font partie du calendrier de la saison de cyclo-cross masculine et féminine 2010-2011. Les juniors participent eux aussi aux huit courses du trophée mais n'ont pas de classement final récompensant le meilleur. Certaines de leurs courses sont cependant au programme du calendrier de la saison de cyclo-cross juniors 2010-2011.

## Hommes élites

### Résultats
| Date         | Épreuve                                   | Vainqueur     | Deuxième         | Troisième     | Leader        |
| 3 octobre    | Namur (Cyclo-cross de la Citadelle)       | Zdeněk Štybar | Klaas Vantornout | Kevin Pauwels | Zdeněk Štybar |
| 1er novembre | Audenarde (Koppenbergcross)               | Sven Nys      | Niels Albert     | Kevin Pauwels | Zdeněk Štybar |
| 20 novembre  | Hasselt (GP d'Hasselt)                    | Kevin Pauwels | Zdeněk Štybar    | Sven Nys      | Zdeněk Štybar |
| 11 décembre  | Essen (GP Rouwmoer)                       | Sven Nys      | Klaas Vantornout | Kevin Pauwels | Kevin Pauwels |
| 29 décembre  | Loenhout (Azencross)                      | Niels Albert  | Sven Nys         | Zdeněk Štybar | Kevin Pauwels |
| 1er janvier  | Baal (Grand Prix Sven Nys)                | Sven Nys      | Zdeněk Štybar    | Niels Albert  | Sven Nys      |
| 5 février    | Lille (Krawatencross)                     | Kevin Pauwels | Zdeněk Štybar    | Sven Nys      | Sven Nys      |
| 20 février   | Oostmalle (Internationale Sluitingsprijs) | Niels Albert  | Zdeněk Štybar    | Bart Aernouts | Sven Nys      |

### Classements
| Pos | Coureur          | Pts |
| --- | ---------------- | --- |
| 1   | Sven Nys         | 169 |
| 2   | Zdeněk Štybar    | 163 |
| 3   | Kevin Pauwels    | 160 |
| 4   | Niels Albert     | 141 |
| 5   | Bart Wellens     | 129 |
| 6   | Klaas Vantornout | 121 |
| 7   | Bart Aernouts    | 90  |
| 8   | Tom Meeusen      | 86  |
| 9   | Rob Peeters      | 81  |
| 10  | Gerben de Knegt  | 66  |

| Pos | Coureur          | Pts |
| --- | ---------------- | --- |
| 1   | Sven Nys         | 17  |
| 2   | Zdeněk Štybar    | 14  |
| 3   | Kevin Pauwels    | 10  |
| 4   | Niels Albert     | 2   |
| -   | Bart Wellens     | 2   |
| -   | Klaas Vantornout | 2   |
| 7   | Rob Peeters      | 1   |

## Femmes élites

### Résultats
| Date         | Épreuve                                   | Vainqueur            | Deuxième             | Troisième            | Leader            |
| 3 octobre    | Namur (Cyclo-cross de la Citadelle)       | Sanne van Paassen    | Daphny van den Brand | Sanne Cant           | Sanne van Paassen |
| 1er novembre | Audenarde (Koppenbergcross)               | Helen Wyman          | Sanne Cant           | Sanne van Paassen    | Sanne van Paassen |
| 29 décembre  | Loenhout (Azencross)                      | Marianne Vos         | Hanka Kupfernagel    | Daphny van den Brand | Sanne van Paassen |
| 5 février    | Lille (Krawatencross)                     | Sanne Cant           | Marianne Vos         | Hanka Kupfernagel    | Sanne Cant        |
| 20 février   | Oostmalle (Internationale Sluitingsprijs) | Daphny van den Brand | Sanne Cant           | Helen Wyman          | Sanne Cant        |

### Classement général
| Pos | Coureur                | Pts |
| --- | ---------------------- | --- |
| 1   | Sanne Cant             | 105 |
| 3   | Daphny van den Brand   | 94  |
| 2   | Helen Wyman            | 91  |
| 4   | Sanne van Paassen      | 76  |
| 5   | Pavla Havlíková        | 71  |
| 6   | Nikki Harris           | 67  |
| 7   | Hanka Kupfernagel      | 58  |
| 8   | Reza Hormes-Ravenstijn | 57  |
| 9   | Arenda Grimberg        | 52  |
| 10  | Joyce Vanderbeken      | 51  |

## Hommes espoirs

### Résultats
| Date         | Épreuve                                   | Vainqueur         | Deuxième          | Troisième         | Leader            |
| 3 octobre    | Namur (Cyclo-cross de la Citadelle)       | Arnaud Jouffroy   | Joeri Adams       | Jim Aernouts      | Arnaud Jouffroy   |
| 1er novembre | Audenarde (Koppenbergcross)               | Joeri Adams       | Vinnie Braet      | Lars van der Haar | Joeri Adams       |
| 20 novembre  | Hasselt (GP d'Hasselt)                    | Jim Aernouts      | Lars van der Haar | Vincent Baestaens | Joeri Adams       |
| 11 décembre  | Essen (GP Rouwmoer)                       | Lars van der Haar | Wietse Bosmans    | Tijmen Eising     | Lars van der Haar |
| 29 décembre  | Loenhout (Azencross)                      | Wietse Bosmans    | Vincent Baestaens | Tijmen Eising     | Lars van der Haar |
| 1er janvier  | Baal (Grand Prix Sven Nys)                | Wietse Bosmans    | Joeri Adams       | Vinnie Braet      | Joeri Adams       |
| 5 février    | Lille (Krawatencross)                     | Jim Aernouts      | Lars van der Haar | Micki van Empel   | Lars van der Haar |
| 20 février   | Oostmalle (Internationale Sluitingsprijs) | Lars van der Haar | Jim Aernouts      | Tijmen Eising     | Lars van der Haar |

### Classement général
| Pos | Coureur           | Pts |
| --- | ----------------- | --- |
| 1   | Lars van der Haar | 144 |
| 3   | Jim Aernouts      | 139 |
| 2   | Joeri Adams       | 132 |
| 4   | Wietse Bosmans    | 129 |
| 5   | Micki van Empel   | 97  |
| 6   | Vinnie Braet      | 95  |
| 7   | Tijmen Eising     | 84  |
| 8   | Vincent Baestaens | 79  |
| 9   | Marcel Meisen     | 66  |
| 10  | Jens Adams        | 62  |

## Hommes juniors

### Résultats
| Date         | Épreuve                                   | Vainqueur        | Deuxième           | Troisième              |
| 3 octobre    | Namur (Cyclo-cross de la Citadelle)       | Quentin Jauregui | Laurens Sweeck     | Daan Soete             |
| 1er novembre | Audenarde (Koppenbergcross)               | Danny van Poppel | Jens Vandekinderen | Matthias van de Velde  |
| 20 novembre  | Hasselt (GP d'Hasselt)                    | Diether Sweeck   | Laurens Sweeck     | Laurens Sweeck         |
| 11 décembre  | Essen (GP Rouwmoer)                       | Douwe Verberne   | Stan Godrie        | Michael Vanthourenhout |
| 29 décembre  | Loenhout (Azencross)                      | Danny van Poppel | Vojtech Nipl       | Quentin Jauregui       |
| 1er janvier  | Baal (Grand Prix Sven Nys)                | Laurens Sweeck   | Diether Sweeck     | Timo Verschueren       |
| 5 février    | Lille (Krawatencross)                     | Laurens Sweeck   | Diether Sweeck     | Daniël Peeters         |
| 20 février   | Oostmalle (Internationale Sluitingsprijs) | Laurens Sweeck   | Yorben van Tichelt | Wout van Aert          |